# Raïon de Khorol (kraï du Primorié)
Pour les articles homonymes, voir Khorol (homonymie).
Le raïon de Khorol (en russe : Хоро́льский райо́н, Khorolski raïon) est une subdivision administrative (raïon) et une municipalité (okroug municipal) du kraï du Primorié en Russie. Situé en Extrême-Orient russe dans le kraï de l'Oussouri, il se situe dans la plaine du Khanka dans le centre-sud du Primorié. Son centre administratif est le village de Khorol, et il comprend au total 25 localités. Sa population s'élevait à 24 807 habitants en 2023.

## Démographie
Recensements (*) ou estimations de la population,:
| 1939*  | 1959*  | 1970*  | 1979*  | 1989*  | 2002*  |
| ------ | ------ | ------ | ------ | ------ | ------ |
| 17 528 | 36 046 | 36 306 | 37 132 | 43 557 | 34 555 |

| 2010*  | 2012   | 2013   | 2014   | 2015   | 2016   |
| ------ | ------ | ------ | ------ | ------ | ------ |
| 30 281 | 29 639 | 29 068 | 28 610 | 28 261 | 28 011 |

| 2017   | 2018   | 2019   | 2020   | 2021*  | 2022   |
| ------ | ------ | ------ | ------ | ------ | ------ |
| 27 626 | 27 295 | 26 723 | 26 339 | 25 433 | 25 182 |

| 2023   | - | - | - | - | - |
| ------ | - | - | - | - | - |
| 24 807 | - | - | - | - | - |

## Localités
Le raïon de Khorol comptait au 29 juin 2023 25 localités, dont une commune urbaine. La localité la plus peuplée était Iaroslavski avec 8 269 habitants au recensement de 2021.
| Liste des localités | Liste des localités | Liste des localités | Liste des localités         | Liste des localités         |
| N°                  | Localité            | Statut              | Population Recensement 2010 | Population Recensement 2021 |
| ------------------- | ------------------- | ------------------- | --------------------------- | --------------------------- |
| 1                   | 12e km              | pazezd              | 7                           |                             |
| 2                   | Beriozovka          | village             | 244                         |                             |
| 3                   | Blagodatnoïé        | village             | 763                         |                             |
| 4                   | Voznessenka         | village             | 1537                        |                             |
| 5                   | Dalzavodskoïé       | village             | 234                         |                             |
| 6                   | Kamytchovka         | village             | 125                         |                             |
| 7                   | Léninskoïé          | village             | 507                         |                             |
| 8                   | Lougovoï            | village             | 239                         |                             |
| 9                   | Loukatchiovka       | village             | 123                         |                             |
| 10                  | Loutchki            | village             | 863                         |                             |
| 11                  | Malaïa Iaroslavka   | village             | 105                         |                             |
| 12                  | Malié Loutchki      | village             | 76                          |                             |
| 13                  | Novobelmanovka      | village             | 364                         |                             |
| 14                  | Novodievitcha       | village             | 1221                        |                             |
| 15                  | Petrovitchi         | village             | 331                         |                             |
| 16                  | Popovka             | village             | 960                         |                             |
| 17                  | Prilouki            | village             | 522                         |                             |
| 18                  | Priozernoïé         | village             | 326                         |                             |
| 19                  | Sivakovka           | village             | 945                         |                             |
| 20                  | Starobelmanovka     | village             | 152                         |                             |
| 21                  | Starodevitsa        | village             | 102                         |                             |
| 22                  | Oussatchiovka       | village             | 170                         |                             |
| 23                  | Khorol              | village             | 10 860                      | 9 742                       |
| 24                  | Khorolsk            | gare ferroviaire    | 401                         |                             |
| 25                  | Iaroslavski         | commune urbaine     |                             | 8269                        |